# Aparallactus guentheri
Aparallactus guentheri – gatunek jadowitego węża z podrodziny aparalakt (Aparallactinae) w rodzinie gleboryjcowatych (Atractaspididae).
Wąż ten występuje w Afryce Wschodniej – w Zimbabwe, Zambii, Malawi, Mozambiku, Tanzanii (włącznie z Zanzibarem i Kenii.
Osobniki tego gatunku osiągają rozmiary od 30 do 45 centymetrów. Najdłuższa zanotowana samica mierzyła 38 centymetrów, samiec 34,5 centymetra. Głowa i ciało w kolorze od szaro-niebieskiego do czarnego, na szyi dwa wąskie pasy koloru żółtego. Brzuch jest koloru białego. Podstawą ich wyżywienia są pareczniki i skorpiony. Węże te najczęściej przebywają pod kłodami, kamieniami na terenach nizinnych.